# Zatoczek ostrokrawędzisty
Zatoczek ostrokrawędzisty (Anisus vortex) – palearktyczny gatunek słodkowodnego ślimaka płucodysznego z rodziny  zatoczkowatych (Planorbidae), blisko spokrewniony z zatoczkiem łamliwym (Anisus vorticulus).

## Występowanie
Zasięg jego występowania obejmuje Europę i zachodnią Syberię.
Zasiedla porośnięte roślinnością zbiorniki wody stojącej i wolno płynącej, także okresowe. W Polsce jest gatunkiem pospolitym.

## Budowa
Muszla jasnorogowa, delikatnie prążkowana, o wymiarach 0,8–1,5 × 4–9 mm, z 6–7,5 skrętami, bardzo ostrym kilem, spłaszczona w dolnej części, wklęsła w górnej. Epitet gatunkowy tego ślimaka nawiązuje do ostrej i przesuniętej ku dołowi krawędzi otworu muszli. Od zatoczka łamliwego odróżnia go położenie kila u dołu ostatniego skrętu (kil zatoczka łamliwego leży na środku ostatniego skrętu), większa liczba skrętów oraz szerszy ostatni skręt w stosunku do przedostatniego. Obydwa gatunki różnią się także budową anatomiczną układu rozrodczego.

## Biologia
Jaja o średnicy 0,5 mm są składane w owalnych kapsułach, z których każda ma średnicę 4 mm i zawiera 10–12 jaj. Młode wykluwają się po 10–12 dniach.